# Portugueses na Ásia
A presença pioneira dos portugueses na Ásia foi responsável por muitos dos que seriam os primeiros contatos entre europeus com os países no Oriente. O ponto de partida foi o primeiro contacto a 20 de maio de 1498 após a viagem comandada por Vasco da Gama até Calecute. O objetivo de Portugal no oceano Índico foi o de assegurar o monopólio do comércio de especiarias, estabelecendo várias fortalezas e feitorias comerciais.

## Antecedentes
A Ásia sempre exerceu um fascínio sobre os portugueses. Daí vinham as tão valorizadas especiarias, produtos luxuosos como o marfim, as pedras preciosas e os produtos corantes usados na indústria tintureira. A imprecisão dos conhecimentos geográficos antes Descobrimentos fazia crer que a Ásia tinha início no rio Nilo e não no mar Vermelho, o que permitia a inclusão da Etiópia no continente asiático e a extensão da palavra Índia, que passava a incorporar estas e outras regiões da África Oriental. Aqui, segundo uma velha lenda, viveria um imperador cristão, abastado e poderoso, conhecido como Preste João.
A designação de Preste João parece derivar de zan hoy (meu senhor), um termo etíope usado para designar a forma como esta população se dirigia ao seu rei. No século XV, o Preste João foi identificado com o rei da Etiópia; após alguns contatos estabelecidos entre as duas partes, para os portugueses restava agora saber como chegar à Etiópia, apesar de serem escassas as informações sobre o seu império. Estes conhecimentos eram transmitidos por viajantes, geógrafos, peregrinos, comerciantes e políticos que regressavam a casa após longas viagens.

## Cronologia de expedições e contatos

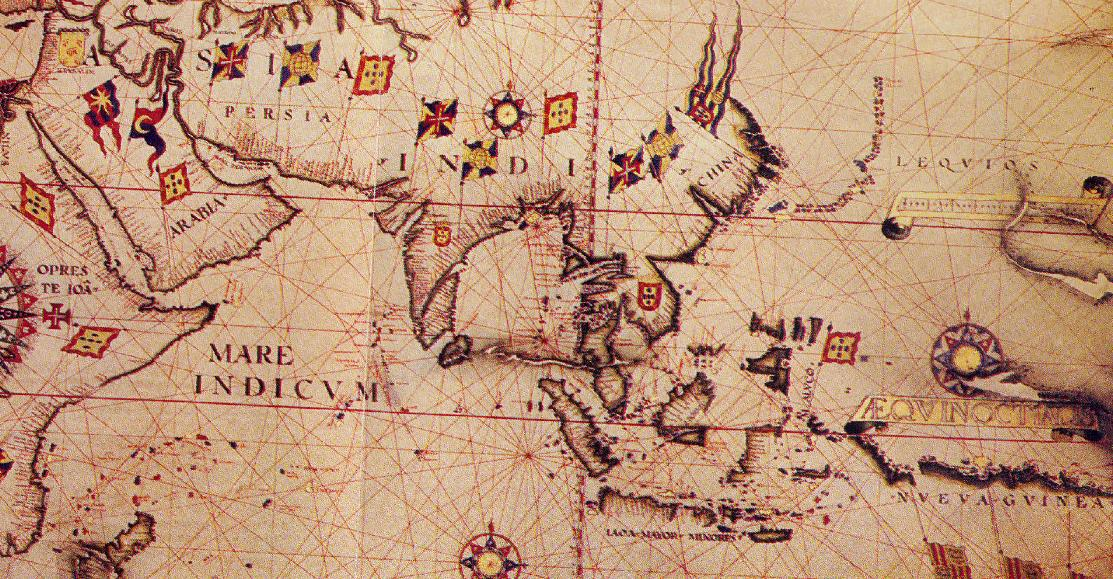
Mapa da Ásia e Oceania c.1550

### Índia e Ceilão
- 1497-1499: Vasco da Gama, acompanhado por Nicolau Coelho e Bartolomeu Dias, foi o primeiro europeu a chegar à Índia navegando do Atlântico para o Índico, por uma rota exclusivamente marítima.
- 1500-1501: Após o descobrimento do Brasil, Pedro Álvares Cabral com metade da frota original de 13 navios e 1.500 homens realiza a segunda viagem portuguesa À Índia. As naus eram comandadas por Cabral, Bartolomeu Dias, Nicolau Coelho, Sancho de Tovar, Simão de Miranda, Aires Gomes da Silva, Vasco de Ataíde, Diogo Dias, Simão de Pina, Luís Pires, Pêro de Ataíde e Nuno Leitão da Cunha. Não se sabe qual dos comandantes Gaspar de Lemos ou André Gonçalves comandava o navio que retornou a Portugal com a notícia da descoberta. Luís Pires retornou a Portugal por Cabo Verde. Os navios de Vasco de Ataíde, Bartolomeu Dias, Simão de Pina e Aires Gomes perderam-se perto do Cabo da Boa Esperança. O Navio comandado por Diogo Dias separou-se e descobriu Madagáscar, seguiu depois pelo Mar Vermelho, no que foi o primeiro a atingir por mar. Nuno Leitão da Cunha, Nicolau Coelho, Sancho de Tovar, Simão de Miranda, Pero de Ataíde completaram a viagem à Índia. Entre outros passageiros seguiam: Pêro Vaz de Caminha e o franciscano Frei Henrique de Coimbra.
- 1501-?: João da Nova comanda a terceira expedição portuguesa à Índia. No caminho descobre a Ilha de Ascensão (1501) e Ilha de Santa Helena (1502), no Atlântico.
- 1502-1503: Segunda viagem de Vasco de Gama à Índia.
- 1503-1504: Afonso de Albuquerque estabelece o primeiro forte português em Cochim, Índia.
- 1505: Francisco de Almeida é nomeado o primeiro Vice-rei da Índia portuguesa (Estado Português da Índia). Parte de Lisboa com uma armada de 22 navios, incluindo 14 carracas e 6 caravelas transportando uma tripulação de 1000 e 1500 soldados. O seu filho, Lourenço de Almeida, explora a costa sul e atinge Ceilão, atual ilha do Seri Laca.

### Médio Oriente
- 1485: Duarte Barbosa (f. 1521) foi reputadamente o primeiro português a visitar o Barém, então parte do Emirado Jábrida com centro em Alhaça. A sua obra "Livro de Duarte Barbosa" publicado em 1518 relata os territórios costeiros do Oceano Índico.
- 1507-1510: Afonso de Albuquerque captura o reino de Ormuz no Golfo Pérsico. É então nomeado segundo Vice-rei da Índia em 1508. Em 1510 captura Goa, que rapidamente se tornaria o mais próspero assentamento português na Índia.

### Sudeste Asiático
- 1511: Afonso de Albuquerque conquista Malaca, após aí ter estado Diogo Lopes de Sequeira em 1509. Malaca torna-se uma base estratégica para a expansão portuguesa no Sueste asiático.
  - Ainda durante a conquista, dada a sua influência na península de Malaca, envia Duarte Fernandes à corte de Rama T'ibodi II do Reino do Sião.[2]
  - Em Novembro desse ano, após assegurar Malaca e ficando a saber a localização das chamadas "ilhas das especiarias", as ilhas Banda, nas Molucas, na Indonésia enviou uma expedição de três navios comandados pelo seu amigo de confiança de confiança António de Abreu, com Francisco Serrão e Afonso Bisagudo, para as encontrar.

- 1512: Pilotos malaios guiaram Abreu e os portugueses via Java, as Pequenas Ilhas de Sunda e da ilha de Ambão até Banda, onde chegaram no início de 1512.[3] Aí permaneceram, como primeiros europeus a chegar às ilhas, durante cerca de um mês, comprando e enchendo os seus navios com noz-moscada e cravinho.[4] Abreu partiu então velejando por Ambão enquanto o seu vice-comandante Francisco Serrão se adiantou para as ilhas Molucas mas naufragou terminando em Ternate. Ocupados com hostilidades noutros pontos do arquipélago, como Ambão e Ternate, só regressariam em 1529. Serrão estabelece um forte na ilha de Ternate.
- 1518: O Rei D. Manuel I enviou ao Reino do Sião uma embaixada com ofertas e a proposta de formalização de um tratado de aliança comercial, política e militar, que incluía a possibilidade dos siameses comerciarem em Malaca.[2]
- 1522: É assinado o Tratado de Sunda Kalapa em 21 de Agosto entre o Reino de Sunda e Portugal, com vista a uma aliança militar e construção de um forte, que não seria realizado, assinalado com um padrão de pedra, conhecido como o Padrão Luso Sundanês.
- 1522: Após a viagem de circum-navegação de Fernão de Magalhães, em 1519, Espanha exige rever a demarcação Este do Tratado de Tordesilhas. Esse limite seria imposto sobre as ilhas Molucas, usadas como referência. Portugal e Espanha enviam várias expedições de reconhecimento para defender os seus respectivos interesses.
- 1525: Gomes de Sequeira e Diogo da Rocha são enviados pelo governador Jorge de Meneses, à descoberta de territórios a norte das Molucas, foram os primeiros europeus a chegar às Ilhas Carolinas, a nordeste da Nova Guiné, que então nomearam "Ilhas de Sequeira".[5]
- 1586: António da Madalena, um frade Capuchinho português, foi um dos primeiros visitantes ocidentais a chegar a Angkor, no actual Camboja).[6] Aí participou num esforço de reconstrução da cidade, mas o projeto não teve êxito.

### China e Japão
- 1513: Jorge Álvares é o primeiro europeu a aportar à China, na Ilha de Lintin, no estuário do Rio das Pérolas.
- 1517: O mercador português Fernão Pires de Andrade estabelece o primeiro contacto comercial moderno com os chineses no estuário do Rio das Pérolas e depois em Cantão (Guangzhou).
- 1524: Terceira viagem de Vasco da Gama à Índia.
- 1542: Após uma viagem através de Sumatra, na Malásia, ao Reino do Sião (Tailândia), China, possivelmente na Coreia e Cochinchina (Vietname), Fernão Mendes Pinto é um dos primeiros europeus a chegar ao Japão.
- 1542: António da Mota é arrastado por uma tempestade à ilha de Nison, chamada pelos chineses Jepwen (Japão).
- 1549: No regresso da sua segunda viagem ao Japão, Fernão Mendes Pinto traz consigo um fugitivo japonês conhecido como Angiró e apresenta-o ao jesuíta Francisco Xavier.
- 1557: Estabelecimento oficial do entreposto comercial de Macau, junto à foz do rio das Pérolas, a sul de Cantão.
- 1602: Em Setembro, Bento de Góis partiu de Goa com um grupo restrito, em busca do lendário Grão-Cataio, reino onde se afirmava existirem comunidades cristãs nestorianas. A viagem cobriu mais de 6 mil quilómetros) em três anos). Em inícios de 1606 Bento de Góis chegou a Sochaw (Suzhou, agora denominada Jiuquan, junto da Muralha da China, uma cidade próxima de Dunhuang na província de Gansu). Góis provou assim que o reino de Catai e o reino da China eram afinal o mesmo, tal como a cidade de Khambalaik, de Marco Polo, era efetivamente a cidade de Pequim.
- 1610: Chegou à China o Padre Manuel Dias (Yang Ma-No), missionário jesuíta, que chegaria a Pequim em 1613. Apenas três anos após Galileu ter divulgado o primeiro telescópio, Manuel Dias divulgou os seus princípios e funcionamento pela primeira vez na China. Em 1615 foi autor da obra Tian Wen Lüe (Explicatio Sphaerae Coelestis), que apresenta os mais avançados conhecimentos astronómicos europeus da época na forma de perguntas e respostas às questões postas pelos chineses.
- 1672: chegou a Macau Tomás Pereira, que viveu na China até à sua morte em 1708. Foi apresentado ao imperador Kangxi pelo colega jesuíta Ferdinand Verbiest. Astrónomo, geógrafo e principalmente músico, foi autor de um tratado sobre a música europeia traduzido para Chinês, responsável pela criação dos nomes chineses para os termos técnicos musicais do Ocidente, muitos dos quais usados ainda hoje.

## Património
- Igrejas e Conventos de Goa
- Centro Histórico de Macau
- Fortaleza de Diu
- Forte de Nossa Senhora da Conceição de Ormuz

## Literatura
- Suma Oriental, Tomé Pires, 1515

A "Suma Oriental" a primeira descrição europeia da Malásia e a mais antiga e extensa descrição portuguesa do Oriente. Tomé Pires foi um destacado boticário português que viveu no Oriente no Século XVI e foi o primeiro embaixador português enviado à China. A Suma Oriental  descreve as plantas, drogas medicinais do Oriente e além de aspectos medicinais descreve também exaustivamente todos os portos de comércio, de interesse potencial para os portugueses recém-chegados Oceano Índico, elegendo como objetivo principal as informações de caráter comercial, nomeadamente todos os produtos comerciados em cada reino e em cada porto, assim como as respectivas origens e os mercadores que os traficam. estudo que antecede o de Garcia da Orta, obra que foi descoberta na década de 1940, pelo historiador Armando Cortesão.
- Livro de Duarte Barbosa, Duarte Barbosa, 1518

Duarte Barbosa foi oficial do Estado Português da Índia entre 1500 e 1516-17 com o cargo de escrivão em Cananor e, por vezes, intérprete da língua local (malaiala). O seu "Livro de Duarte Barbosa" descrevendo os locais que visitou é um dos mais antigos exemplos de literatura de viagem portuguesa logo após a chegada ao oceano Índico. Em 1519 Duarte Barbosa partiu na primeira viagem de circum-navegação com Fernão de Magalhães, de quem era cunhado, morrendo em Maio de 1521 no banquete cilada do rei Humabon, em Cebu, nas Filipinas.
- Chronica dos reis de Bisnaga, Domingos Pais e Fernão Nunes, 1520 e 1535

Domingos Pais e Fernão Nunes fizeram importantes relatos sobre o Império Império Vijayanagara, ou "Reino de Bisnaga" (como era referido pelos portugueses) situado no Decão, no sul da Índia, durante os reinados de Bukka Raya II e Deva Raya I. A sua descrição de Hampi, a capital imperial hindu, é a mais detalhada de todas as narrativas históricas sobre esta antiga cidade.
- História do descobrimento e conquista da Índia pelos portugueses, Fernão Lopes de Castanheda, 1551

Foi em Coimbra que se estamparam oito dos dez livros que Fernão Lopes de Castanheda tinha programado para a História do Descobrimento e Conquista da Índia pelos Portugueses, que ele desejou que fosse a primeira a celebrar historiograficamente o esforço português. O primeiro volume saiu em 1551. Os volumes II e III apareceram em 1552, o IV e o V em 1553, o VI em 1554 e o VIII em 1561. O VII foi publicado sem lugar nem data. Depois da publicação do oitavo volume, a rainha D. Catarina, cedendo à pressão de alguns nobres a quem não agradava a objetividade de Castanheda, proibiu a impressão dos restantes volumes, o IX e o X. A sua obra, válida ainda pelas vastas informações geográficas e etnográficas, foi amplamente traduzida e lida na Europa de então.
- Décadas da Ásia, João de Barros, 1552

Escrito por João de Barros, seguindo uma proposta de Dom Manuel I) de uma história que narrasse os feitos dos portugueses na Índia e assim chamadas por, à semelhança da história liviana, agruparem os acontecimentos por livro em períodos de dez anos. A primeira década saiu em 1552, a segunda em 1553 e a terceira foi impressa em 1563. A quarta década, inacabada, foi completada por João Baptista Lavanha e publicada em Madrid em 1615, muito depois da sua morte. As "Décadas" conheceram pouco interesse durante a sua vida. É conhecida apenas uma tradução italiana em Veneza, em 1563. Dom João III, entusiasmado com o seu conteúdo, pediu-lhe que redigisse uma crónica relativa aos acontecimentos do reinado de Dom Manuel - o que João de Barros não pode realizar,  tendo a crónica em causa sido redigida por Damião de Góis. Enquanto historiador e linguista, as suas "Décadas" são um precioso manancial de informações sobre a história dos portugueses na Ásia e o início da historiografia moderna em Portugal e no Mundo.
- Colóquio dos simples e drogas e coisas medicinais da Índia, Garcia da Orta, 1563

Escrito em português na forma de diálogo entre Garcia da Orta e Ruano, um colega recém-chegado a Goa e ansioso por conhecer a matéria médica da Índia. Os Colóquios incluem 57 capítulos onde se estuda um número aproximadamente igual de drogas orientais, como o aloés, o benjoim, a cânfora, a canafístula, o ópio, o ruibarbo, os tamarindos e muitas outras. Orta apresenta a primeira descrição rigorosa feita por um europeu das características botânicas, origem e propriedades terapêuticas de muitas plantas medicinais que, apesar de conhecidas anteriormente na Europa, o eram de maneira errada ou muito incompleta e apenas na forma da droga, ou seja, na forma de parte da planta colhida e seca.
- Tratado das cousas da China, Gaspar da Cruz, 1569

O "Tratado das cousas da China", publicado em 1569, por Frei Gaspar da Cruz foi a primeira obra completa sobre a China e a Dinastia Ming desde Marco Pólo publicada na Europa, que incluía informações sobre a geografia, províncias, realeza, funcionários, burocracia, transportes, arquitetura, agricultura, artesanato, assuntos comerciais, de vestuário, costumes religiosos e sociais, música e instrumentos, escrita, educação e justiça. influenciando a imagem que os europeus
tinham da China.
- Os Lusíadas, Luís Vaz de Camões, 1572

Os Lusíadas de Luís Vaz de Camões (c. 1524 — 1580) é considerada a epopeia portuguesa por excelência. Provavelmente concluída em 1556, foi publicada pela primeira vez em 1572, três anos após o regresso do autor do Oriente. De Goa a Portugal, em 1568 Camões fez escala na ilha de Moçambique, onde Diogo do Couto o encontrou, como relata na sua obra, "tão pobre que vivia de amigos" (Década 8.ª da Ásia). Diogo do Couto pagou-lhe o resto da viagem até Lisboa, onde Camões aportou em 1570.
- Nippo Jisho (日葡辞書), Vocabvlário da Lingoa de Iapam, João Rodrigues, 1603

Nippo Jisho, ou Vocabvlário da Lingoa de Iapam foi o primeiro dicionário japonês-português realizado e o primeiro a traduzir o japonês para uma língua ocidental. Foi publicado em Nagasaki (Japão) em 1603. Explica 32.000 palavras em japonês traduzidas para português. A Companhia de Jesus, com a colaboração de japoneses, compilou este dicionário ao longo de vários anos. Este pretendia servir de ajuda aos missionários para o estudo do idioma. Pensa-se que o sacerdote português João Rodrigues foi o organizador principal do projeto.
- Peregrinação, Fernão Mendes Pinto, 1614

A "Peregrinação" de Fernão Mendes Pinto é o livro português de literatura de viagem mais traduzido e famoso. Foi publicado em 1614, trinta anos após a morte do autor. O que mais chama a atenção é o conteúdo exótico. O autor é perito na descrição da geografia da Índia, China e Japão, leis, costumes, moral, festas, comércio, justiça, guerras, funerais, etc. Notável é também a previsão da derrocada do Império Português. É um relato tão fantástico do que viveu, que durante muito tempo não se acreditou na sua veracidade; de tal modo que até se fazia um jogo com o seu nome: Fernão, mentes? Minto!
- Tian Wen Lüe ouExplicatio Sphaerae Coelestis, Manuel Dias, 1615

Manuel Dias (Yang Ma-No)(1574-1659) foi um missionário jesuíta português que se destacou na China, nomeadamente na astronomia. Nesta obra que apresenta os mais avançados conhecimentos astronómicos europeus da época na forma de perguntas e respostas às questões postas pelos chineses.